# Spirembolus
Spirembolus és un gènere d'aranyes araneomorfes de la subfamília dels erigonins, dins de la família Linyphiidae.
Es poden trobar a Amèrica del Nord: Canadà, Estats Units i Mèxic.
Fou descrit per primera vegada per Ralph Vary Chamberlin l'any 1920.

## Llista d'espècies
Segons The World Spider Catalog 12.0:
- Spirembolus abnormis Millidge, 1980 – USA, Canadà
- Spirembolus approximatus (Chamberlin, 1949) – USA
- Spirembolus bilobatus (Chamberlin & Ivie, 1945) – USA
- Spirembolus cheronus Chamberlin, 1949 – USA
- Spirembolus chilkatensis (Chamberlin & Ivie, 1947) – USA
- Spirembolus demonologicus (Crosby, 1925) – USA
- Spirembolus dispar Millidge, 1980 – USA
- Spirembolus elevatus Millidge, 1980 – USA
- Spirembolus erratus Millidge, 1980 – USA
- Spirembolus falcatus Millidge, 1980 – USA
- Spirembolus fasciatus (Banks, 1904) – USA
- Spirembolus fuscus Millidge, 1980 – USA
- Spirembolus hibernus Millidge, 1980 – USA
- Spirembolus humilis Millidge, 1980 – USA
- Spirembolus latebricola Millidge, 1980 – USA
- Spirembolus levis Millidge, 1980 – USA, Mèxic
- Spirembolus maderus Chamberlin, 1949 – USA
- Spirembolus mendax Millidge, 1980 – USA
- Spirembolus mirus Millidge, 1980 – USA
- Spirembolus monicus (Chamberlin, 1949) – USA
- Spirembolus monticolens (Chamberlin, 1919) (Espècie tipus) – USA, Canadà
- Spirembolus montivagus Millidge, 1980 – USA
- Spirembolus mundus Chamberlin & Ivie, 1933 – USA, Canadà
- Spirembolus novellus Millidge, 1980 – USA
- Spirembolus oreinoides Chamberlin, 1949 – USA, Canadà
- Spirembolus pachygnathus Chamberlin & Ivie, 1935 – USA
- Spirembolus pallidus Chamberlin & Ivie, 1935 – USA
- Spirembolus perjucundus Crosby, 1925 – USA
- Spirembolus phylax Chamberlin & Ivie, 1935 – USA
- Spirembolus praelongus Millidge, 1980 – USA
- Spirembolus prominens Millidge, 1980 – USA, Canadà
- Spirembolus proximus Millidge, 1980 – USA
- Spirembolus pusillus Millidge, 1980 – USA
- Spirembolus redondo (Chamberlin & Ivie, 1945) – USA
- Spirembolus spirotubus (Banks, 1895) – USA, Canadà
- Spirembolus synopticus Crosby, 1925 – USA
- Spirembolus tiogensis Millidge, 1980 – USA
- Spirembolus tortuosus (Crosby, 1925) – USA
- Spirembolus vallicolens Chamberlin, 1920 – USA
- Spirembolus venustus Millidge, 1980 – USA
- Spirembolus whitneyanus Chamberlin & Ivie, 1935 – USA